# Windows Media Center
Windows Media Center este o aplicație software creată pentru a servi la divertisment pe televizorul din camera de zi. Aplicația este inclusă în Windows XP (ediția Media Center Edition), Windows Vista (în edițiile Home Premium și Ultimate), Windows 7 (în edițiile Home Premium, Professional, Ultimate și Enterprise). Pentru a putea profita de Windows Media Center este nevoie de o legătură între PC-ul pe care rulează și televizor.